# Beckingham (Nottinghamshire)
Pour les articles homonymes, voir Beckingham.
Beckingham est une paroisse civile et un village du Nottinghamshire, en Angleterre.